# Gaisberg (Salzburg)
Der Gaisberg mit einer Höhe von 1287 m ü. A. ist einer der westlichsten Berge der Osterhorngruppe in den Salzkammergut-Bergen. Er ist einer der Hausberge der österreichischen Landeshauptstadt Salzburg und hat seit langem Bedeutung als Ausflugsziel. Auf seiner Spitze befindet sich der Sender Gaisberg. Der westliche Bereich des Bergs zusammen mit der Gaisbergspitze bildet einen der 27 Stadtteile von Salzburg, die Ostseite liegt in der Gemeinde Koppl.

## Geografie
Der Gaisberg ist ein Ausläufer der Osterhorngruppe und begrenzt das Salzburger Becken im Osten. Er liegt insgesamt im Bundesland Salzburg. Aufgrund seiner Lage und einfachen Erreichbarkeit ist er eines der wichtigsten Naherholungsgebiete der Stadt Salzburg und ein sehr guter Aussichtspunkt auf die Stadt und die Berchtesgadener Alpen. Die Westflanke bildet den Salzburger Landschaftsraum (Stadtteil) Gaisberg. Der in den Siedlungsraum der Stadt Salzburg zwischen den Stadtteilen Parsch und Gnigl (Obergnigl) hineinragende Ausläufer des Gaisberges ist der Kühberg. Ein weiterer nordöstlich gelegener Ausläufer mit einem Felsgipfel ist der zur Gemeinde Koppl gehörende Nockstein, der südliche Zug der teilweise in der Gemeinde Elsbethen liegende Rauchenbühel (988 m ü. A.). Ein kleiner Teil des Gaisberges in den westlichen Steilabbrüchen, den sogenannten Kapaunwänden unterhalb des Gipfelplateaus ist als Naturwaldreservat Gaisberg geschützt.

## Erschließung, Verkehrslast
Schon früh wurde dieses Freizeitgebiet im Rahmen der land- und forstwirtschaftlichen Nutzung erschlossen, es wurde schon im frühen 19. Jahrhundert ein zunehmend beliebtes Wanderziel. 1887 wurde der Berg durch eine Zahnradbahn, die Gaisbergbahn, erreichbar, deren Talstation im Salzburger Ortsteil Parsch lag. Sie stellte ihren Dienst 1928 ein. Teile ihrer Trasse werden von der 1929 eröffneten Straße auf den Gaisberg genutzt.
Schon um 1980 kam es insbesondere an Wochenenden mit Schönwetter zu Kolonnen bildendem Autoverkehr und Parkdruck.
Ab etwa 2000 kam es an schönen Sommertagen wiederholt zu Sperren der (Zufahrt zur) Gaisbergstraße auf Grund von Überlastung durch Kfz-Verkehr und den damit verbundenen Luftschadstofferhöhungen. Auch deshalb wurde in letzter Zeit die Wiedererrichtung der Gaisbergbahn und die Sperrung der Straße für KFZ diskutiert, bis jetzt aber nicht verwirklicht. Im Oktober 2009 wurde behördlicherseits begonnen, die Zahl der Parkplätze auf dem Gipfelplateau auf die genehmigte Anzahl von 55 zurückzuführen, um den Individualverkehr einzudämmen.
Die Gaisbergspitze ist mit öffentlichen Verkehrsmitteln derzeit mit der Buslinie 151 zu erreichen, welche mehrmals täglich vom Mirabellplatz über Gnigl das Gaisbergplateau ansteuert.
Am Sonntag, 16. Oktober 2022, wird die Straße erstmals einen Tag bis 16 Uhr für Verbrenner-Fahrzeuge gesperrt – ausgenommen Anrainer. Für den öffentlichen Bus wird ein elektrisch betriebener eingesetzt. Auch für den Fall einer Überlastung durch Elektrofahrzeuge wird eine Sperre (für den Motorisierter Individualverkehr) angedroht.

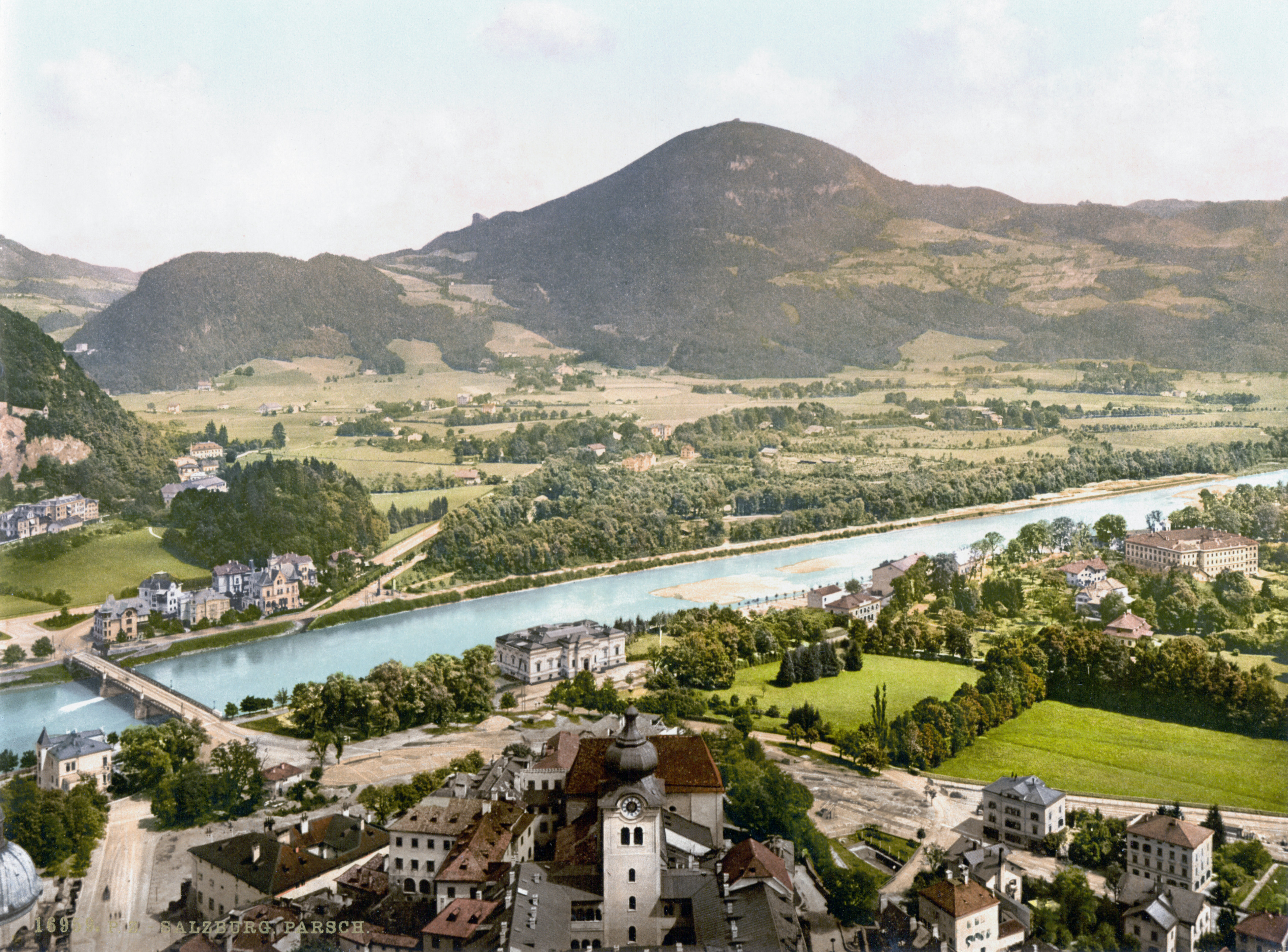
Historisches Bild (ca. 1900): Gaisberg von Westen
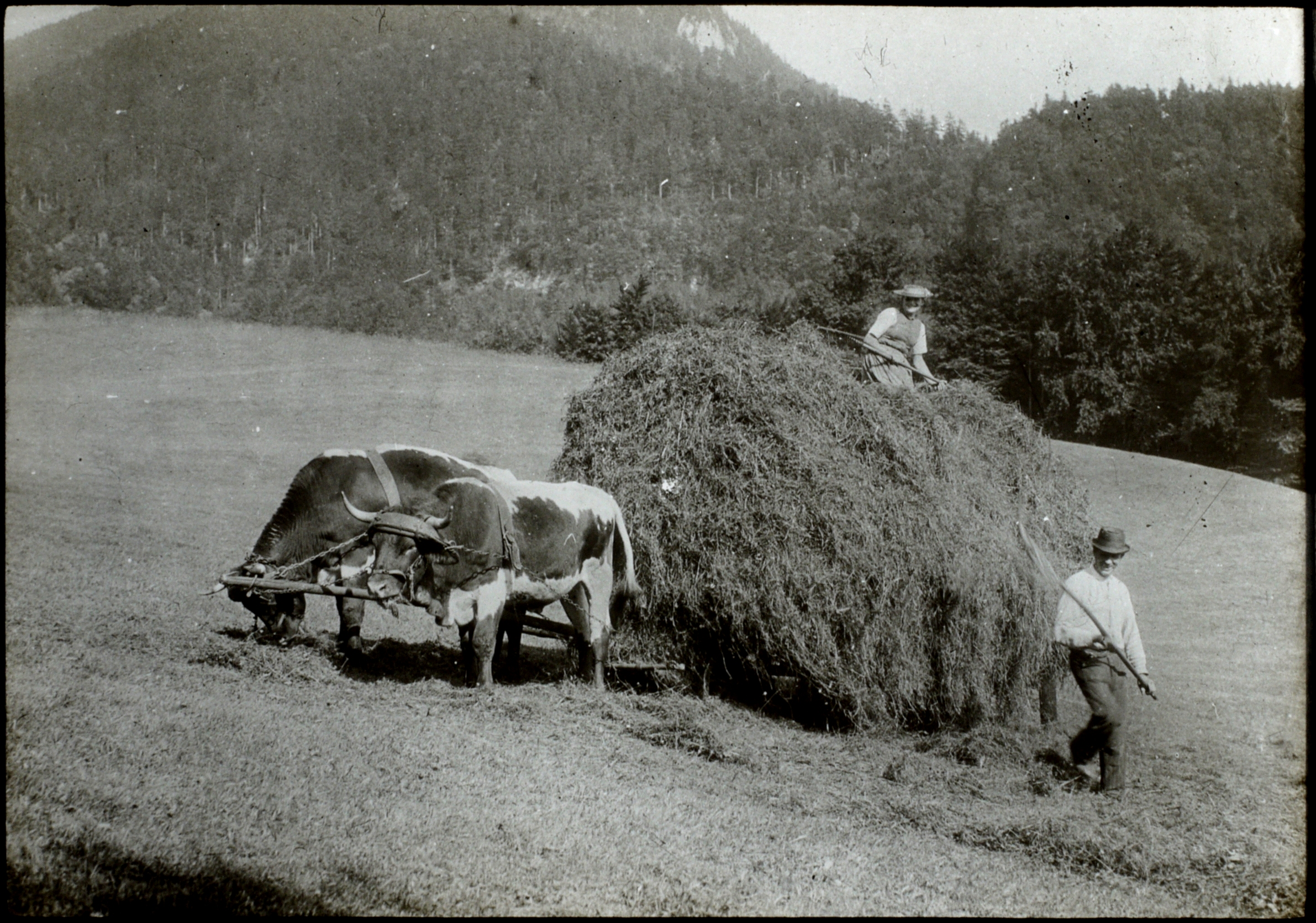
Heuernte auf dem Gaisberg, 1903
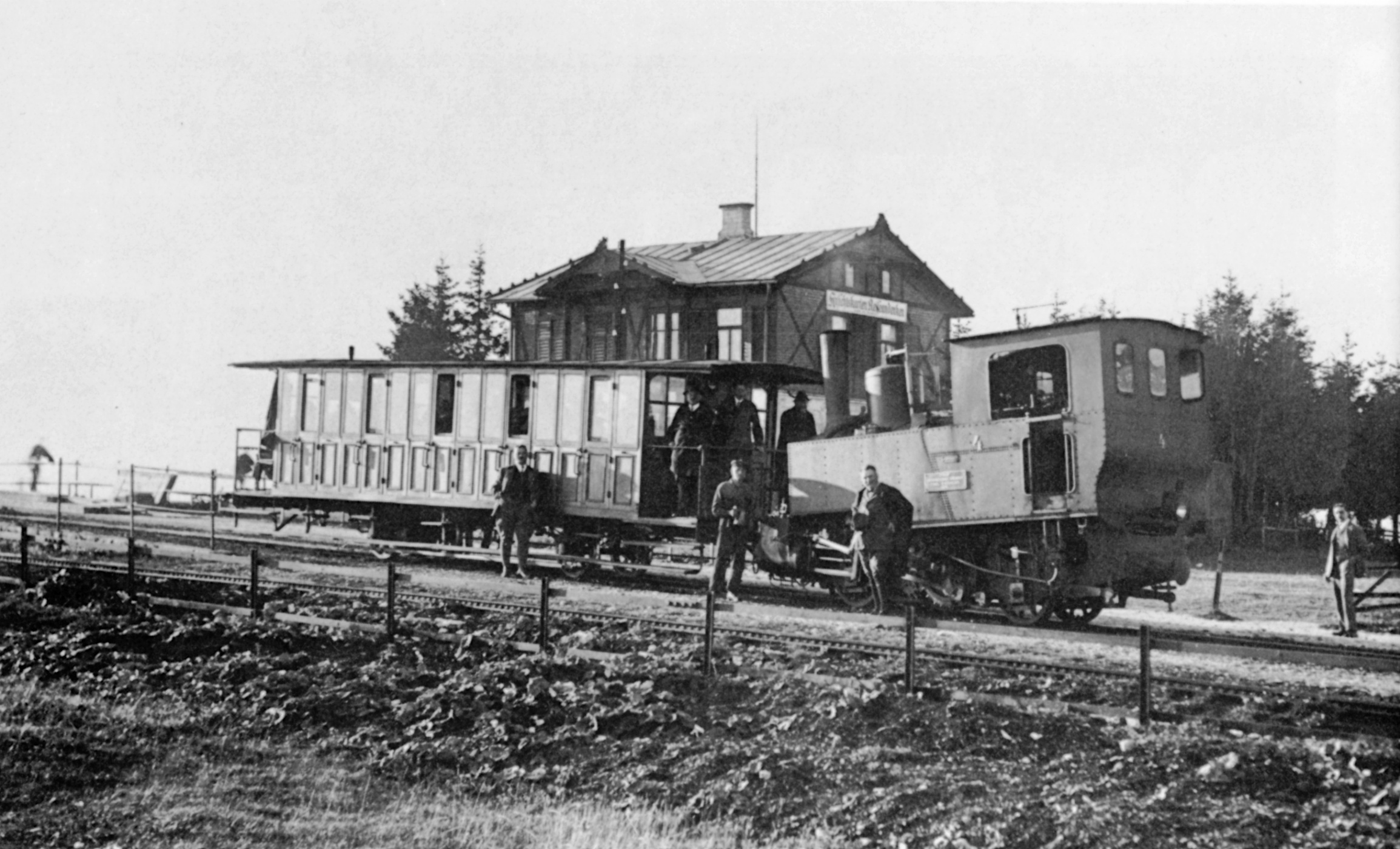
Zug der Gaisbergbahn im Bahnhof Gaisbergspitze

Auf dem Gaisberg befinden sich zahlreiche Wanderwege. Über den Gipfel verlaufen gleich drei österreichischen Weitwanderwege: der Voralpenweg, der Rupertiweg sowie der Salzburger Mariazellerweg. Der Weitwanderstein, ein Carl Hermann gewidmetes Denkmal, macht am Gipfelplateau auf diese Wege aufmerksam.
Im Winter werden die Wanderwege teilweise als Langlaufloipen gespurt. Auch die Tourengeher haben den Berg wiederentdeckt. Im Sommer nützen vor allem Radfahrer den Gaisberg als Trainingsstrecke. Das ganze Jahr über sieht man bei gutem Wetter zahlreiche Paragleiter und Drachenflieger um die Gaisbergspitze gleiten, welche von drei Startplätzen knapp unterhalb des Gipfels starten können, um dann auf einer Wiese im Salzburger Stadtteil Aigen zu landen.
Von 1923 bis Mitte der 50er Jahre befand sich nahe der Mitteregg-Alm eine Skisprungschanze. Am 20. März 1949 gewann Paul Außerleitner das Zistelspringen am Gaisberg vor 10.000 Zuschauern mit einem Schanzenrekord von 55 Metern. Auch heute noch kann man bei einer Skitour über die sogenannte Nordschneise einen Sprung über die Schanze wagen.
Am 20. Dezember 1956 wurde mit der Inbetriebnahme des Fernsehsenders am Gaisbergplateau erstmals flächendeckender Rundfunkempfang im Großraum Salzburg ermöglicht. Auch heute ist die Sendeanlage prägend für das Erscheinungsbild des Gaisbergs.
Von 1929 bis 1968 fanden auf der Gaisbergstraße internationale Motorrad- und Automobilrennen statt. Seit 2002 gibt es in Erinnerung daran jedes Jahr eine Rennveranstaltung für historische Automobile. Ebenfalls seit 2002 wird auf der 8,6 Kilometer langen Gaisbergstraße ein Radrennen zur Vorbereitung auf die Österreich-Rundfahrt ausgetragen. In den Jahren 2009 und 2011 war der Gaisberggipfel erster Wendepunkt und Startpunkt zur ersten Gleitschirm-Flugetappe beim Red Bull X-Alps-Wettbewerb.

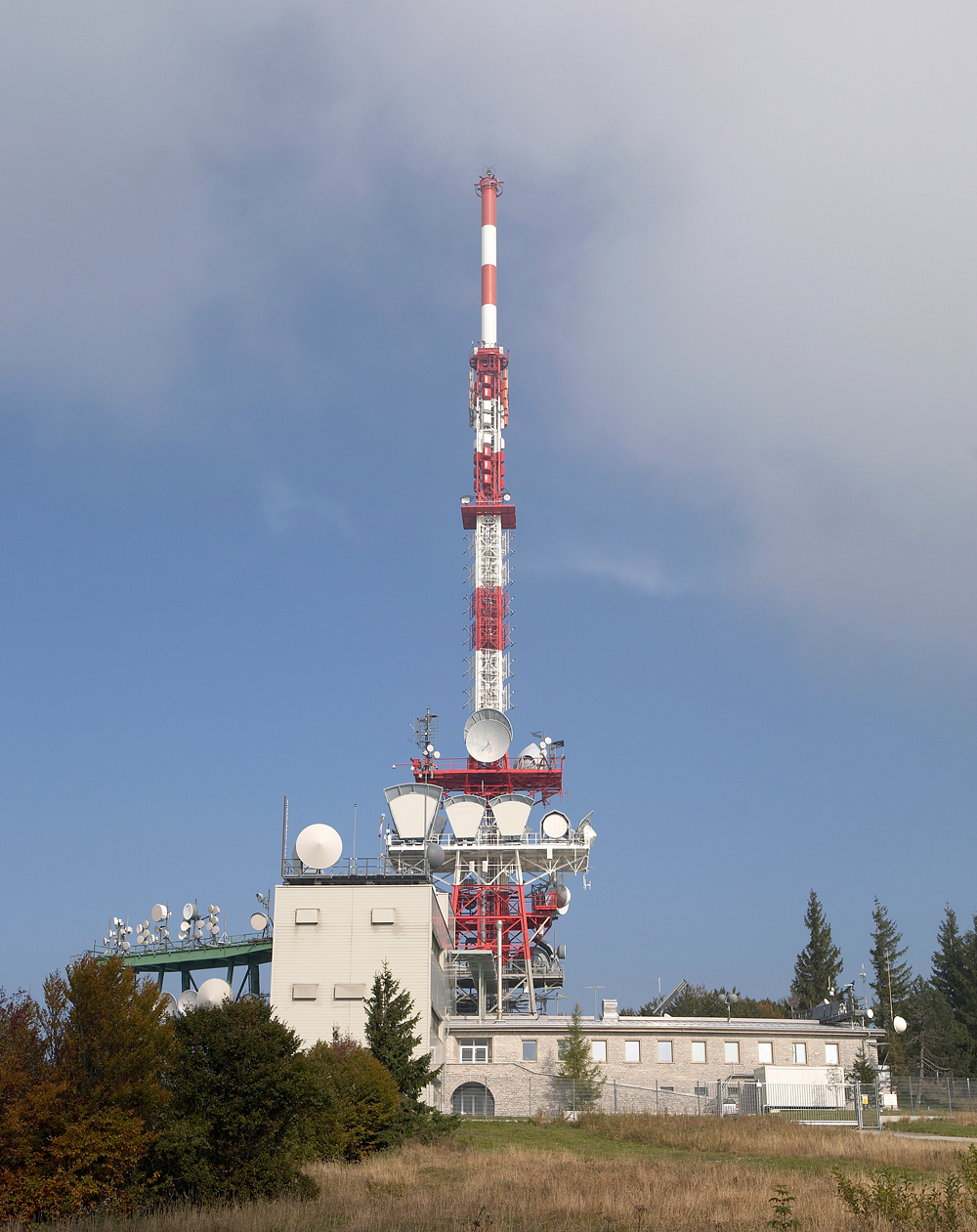
Sender Gaisberg
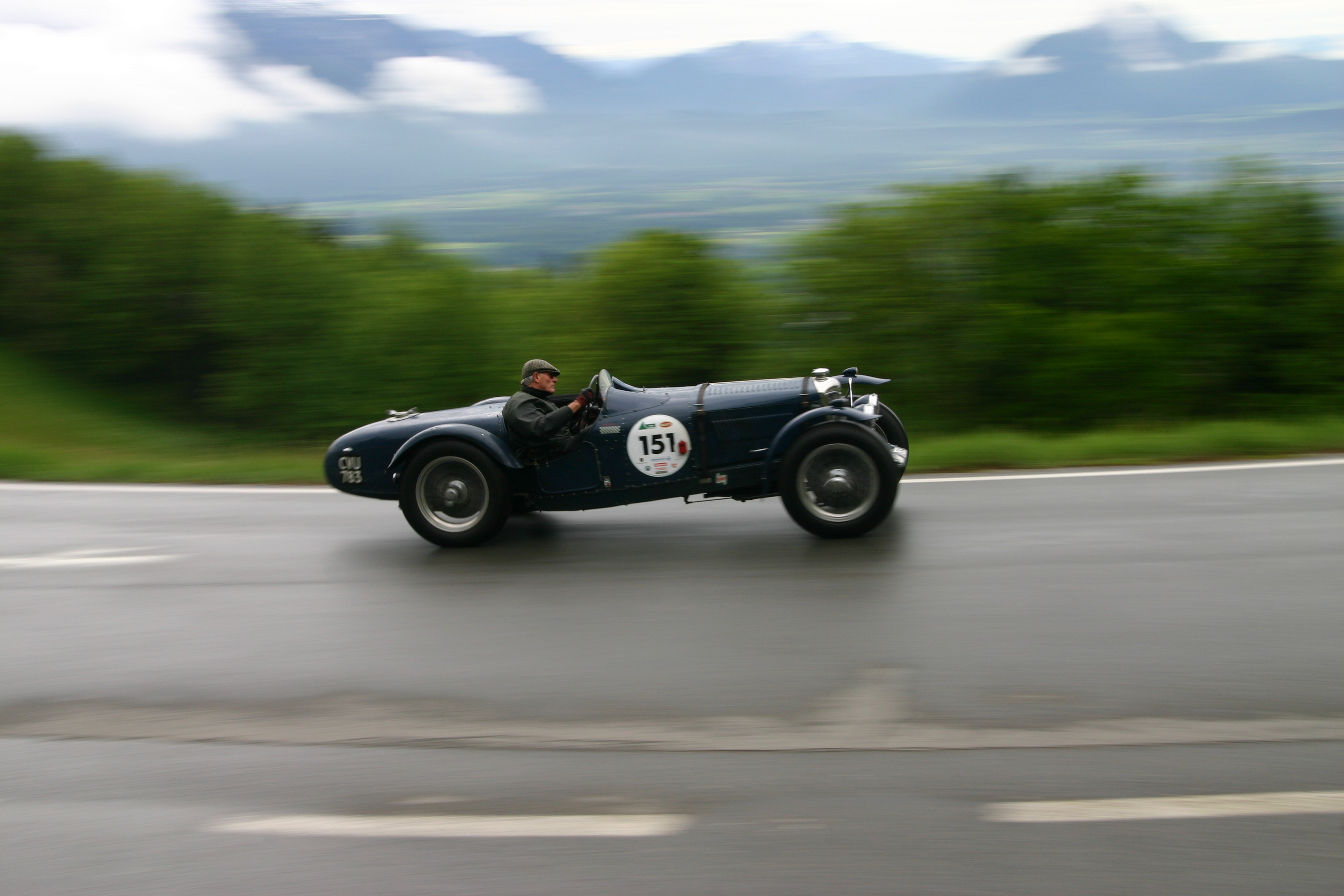
Ein Riley Sprite Rennwagen beim Gaisbergrennen 2006

Neben den Lokalen auf der Mitteregg, der Gersbergalm und der Zistelalm befindet sich auf der Judenbergalpe das Traditions-Luxushotel Kobenzl, welches nach Schließung im Herbst 2006 in der ersten Hälfte des Jahres 2012 als Fünf-Sterne-Plus-Hotel hätte wieder eröffnet werden sollen. Ab Januar 2015 wurde im Kobenzl ein Flüchtlingsquartier eingerichtet.

## Seilbahnprojekt
Jahrzehntelang wird eine Seilbahnerschließung für den Gaisberg diskutiert. Seit 2022 gibt es konkrete Pläne für das Projekt und eine erste Kostenschätzung, die bei 20 Millionen Euro liegt. Die Investoren-Gruppe argumentiert mit der Einsparung von täglich 500 Autofahrten. So soll das regelmäßige, vor allem an Schönwettertagen am Wochenende oder zu Silvester auftretende Verkehrschaos vermieden werden.

## Aussicht vom Berg
Der Gaisberg ist auch bei der ansässigen Bevölkerung ein beliebtes Ausflugsziel. Es gibt auf Höhe der Zistelalm einen Rundwanderweg mit Ausblicken sowie besonders von der Spitze weitreichende Ausblicke in das Alpenvorland.

## Blitzforschung
In den Sender Gaisberg schlagen jährlich 40–50 Blitze ein, der Sendemast ist ein Objekt mit für Österreich besonders hoher Blitzeinschlaghäufigkeit. Schon 1998–2000 wurde hier das bisher einzige internationale Blitzforschungszentrum eingerichtet.
Im Herbst 2020 wurden vom Institut für Meteorologie und Geophysik der Universität Wien etwa 100 Geophone mit GPS-Uhr in den Boden rund um den Sender eingebaut. Man hofft in 6 Wochen Beobachtungsdauer auf reichlich Blitz und Donner. Untersucht wird der Bodenschall auch im Infraschallbereich. Es gibt heute noch widersprüchliche Theorien über die Entstehung von hörbarem Donnerschall aus besonders niederfrequentem Infraschall aus dem Blitzkanal. Dem soll nachgespürt werden. Untersucht werden soll auch, ob Donnerschall für bodenseismische Untersuchungen ausgenützt werden könnte.